# Pseudorhaetus oberthuri
Pseudorhaetus oberthuri es una especie de coleóptero de la familia Lucanidae.

## Distribución geográfica
Habita en Vietnam.